# Stephanie van Foix
Stephanie van Foix (- 1054) werd als echtgenote van García III van Navarra koningin van Navarra in 1038.
Ze was een dochter van graaf Bernard Roger van Foix en van Gersendis van Bigorre.
De kinderen van Stephanie en García III waren:
- Hermesinde, gehuwd met Gortunus Sanchez, heer van Yarnoz
- Mayor, gehuwd met Guido II van Beaune, graaf van Mascon
- Urraca, gehuwd met Garcia Ordoñez de León, graaf van Najera
- Ramiro (-1083), heer van Calahorra
- Sancho IV (1040-1076)
- Raymond, heer van Murillo y Cameros.